# Лавров, Фёдор Юрьевич
Фёдор Юрьевич Лавров (18 августа 1965, Ленинград, СССР) — российский музыкант, композитор и саунд-продюсер, аранжировщик, художник, дизайнер.
Автор песен, в основном известных по творчеству групп, основанных самим Федором. «Отдел самоискоренения» (предположительно самая первая советская Анархо-Панк группа), «Народное Ополчение», «Инст-Инкт», «Сомнамбула», «Begemot», Feddy, NoRedux, FLOOR IS LAVA
Автор песен, продюсер и аранжировщик. Автор и продюсер саундтреков к различным спектаклям и фильмам.
Как музыкант, владеет гитарой, клавишными и ударными, поёт. Как саунд-продюсер, начал записывать музыку с 1980 года. С самого начала работает на своей собственной студии, которая со времен панк-подполья называется «Begemotion Records». Работал на студиях «Добролет» (Санкт-Петербург), «Калипсо» (Санкт-Петербург), «SI records» (Москва), «SF Sound» (Финляндия), «Gurut» (Финляндия), «Wolf's Studio» (Москва), «Baltic Records» (Санкт-Петербург), FIL Records (Montenegro)

## «Begemotion Records»
Окончил музыкальную школу по классу ударных. Во время учения в школе (1981—1982) играл на ударных в группе «Резиновый Рикошет», делал первые записи. В 1982 году Фёдор поступает на работу в ТЮЗ им. Брянцева на должность художника-декоратора. Основывает свою первую собственную группу «Отдел Самоискоренения» и вступает в группу «Народное Ополчение», активно сочиняет и записывает оба коллектива на своей студии, выпускает оформленные магнитоальбомы на 6-мм плёнках (магнитиздат), бесплатно распространяет их. Через подпольную панкстудию «Begemotion Records», расположенную в квартире, где жил Фёдор, проходит почти вся музыкантская прослойка панковской тусовки начала 80-х. В начале 80-х здесь бывают и записываются Андрей «Свинья» Панов, Алекс «Оголтелый» Строгачев, Александр «Рикошет» Аксенов, Дмитрий «Ослик» Пшишляк-Парфенов, Георгий «Густав» Гурьянов, Юлия «Активная» Зарецкая, Евгений «Титя» Титов, Михаил Дубов, Дмитрий «Волосатый» Бучин, группа «Бригадный Подряд», гитарист Андрей Отряскин.

## «Отдел Самоискоренения»
В 1984 Федора призывают в советскую армию и отправляют в ЮВО с перспективой прохождения службы в Афганистане. Фёдор отказывается от присяги, аргументируя своё решение своими политическими взглядами. Военное руководство «списывает» Фёдора по статье #4. Летом 1984, по возвращении из армии, Фёдора вызывают в КГБ для допросов по поводу провокационной и антисоветской деятельности его подпольной студии «Begemotion Records» и, в частности, «Отдела Самоискоренения». От Фёдора требуется сдать в архив КГБ все записи группы, фотографии и тексты песен, подписать документ, обязывающий Лаврова перестать вести подрывную деятельность и впредь сочинять и записывать произведения, порочащие образ СССР и его лидеров. «Begemotion Records» продолжает существовать вплоть до 1986 года, записывая «Народное Ополчение» и «Бригадный Подряд». Группа «Отдел Самоискоренения» прекращает своё существование.

## «Инст-Инкт» / «Somnambula» (1987—1993)
С 1984 Фёдор работает монтировщиком в Театре Оперы и Балета им. Кирова (Мариинском). В 1987 собирает новую power-pop группу «Инст-Инкт». Дмитрий «Ослик»" Пшишляк (Парфенов) рекомендует Фёдору гитариста Михаила Баранникова. В «Инст-Инкте» также играет барабанщик Олег Клеев и басист Александр (фамилия н/и). На порто-студии «ДДТ» группа записывает 4 трека. В 1988 «Инст-Инкт» выступает на скандальном рок-фестивале в Казани и распадается. В том же 1988 Фёдор увольняется из театра и устраивается в Ленметрострой на должность проходчика. В 1989, работая на циркульной пиле, теряет средний палец левой руки. В 1990 Федора вновь приглашают в Мариинский Театр на должность машиниста сцены, ответственного за гастроли. Фёдор собирает новую funk-metal группу «Somnambula». В группу приходят бас-гитарист Роман Невелев и барабанщик Денис Етоев. Группа выступает в hard’n’heavy клубе «Рок Сити», записывает пять треков. В 1991 состав меняется. С новыми гитаристом Алексеем Дегусаровым и барабанщиком Юрием Сониным, «Somnambula» выступает в культовом питерском клубе «Там-Там» и в 1993 Фёдор распускает коллектив, в связи с кризисом музыкальной деятельности в стране.

## Франция (Первая эмиграция)
В августе 1991 Федор участвует в уличных протестах против путча. В 1993, после расстрела Парламента России, Федор окончательно решает уехать из России. В 1994, во время гастролей Мариинского театра, он остаётся жить и работать в Париже. Выступает, как вокалист, с группой «Jenkins», исполняющей каверы классик-рока. В 1995, получив предложение от Virgin Records, но не имея возможности вывезти свою семью из России, возвращается на родину.

## «Begemot» (1996—2001)
В 1995 Фёдор играет на барабанах в «Пангее», dark-wave Группе Юрия Соболева (экс-БП) с участием Игоря Мотовилова (экс-НО). Собирает новую группу, indie-punk power-trio «Begemot»: Федор Лавров (вокал, гитара, клавишные), Роман Невелев (бас-гитара, вокал), Владимир Исаев (1996—1998, 2001) и Николай Лысов (1999—2000) (ударные). За пять лет существования группа записывает четыре альбома, номинируется журналом «FUZZ», как «Лучшая новая группа 1997», выступает на стадионах и в клубах Санкт-Петербурга, Москвы, Риги и Минска. Финансовый кризис 1998 года подрывает состояние группы, в 2000 Фёдор записывает первый сольный альбом «Daddy’s Old Drum», как FEDDY и в 2001 официально распускает «Begemot». В 2006 Фёдор вновь собирает первый состав «Begemot» и даёт единственный концерт, посвящённый 10-летию группы. В 2017 «Begemot» вновь собирается на один концерт и выпускает бутлег Jaggajam.

## Sound Production
С 2000 Федор Лавров пробует себя в интерьерном и мебельном дизайне, затем возвращается к музыке, пишет музыку для фильмов и спектаклей, работает саунд-продюсером, пишет песни для других исполнителей, выступает под именем «FEDDY». В 2001—2002 участвует в кавер-группе «Back Up» (Польша-Россия), в качестве клавишника. 2006—2007 работает с артистами Бари Алибасова и Продюсерским Центром Игоря Сандлера. В 2006 делает ремастеринг первого альбома группы «Бригадный Подряд», записанного в 1986 на «Begemotion Records» и выпускает его на лейбле «Никитин». С этого начинается история переизданий записей из архива Begemotion Records.

## FEDDY
В 2006 Федор записывает и издаёт EP «Ts’U’n’Me & Tsunami», начинается концертная деятельность сольного проекта FEDDY. В 2009 выходит альбом «Futuristic Figure», в 2010 он издаётся на швейцарском лейбле «2morrow Records». FEDDY активно выступают, выезжают с гастролями за рубеж.
Фёдор сочиняет песни «Великая Россия» (2009) и «Победа» (2010), которые были записаны и исполнены Вадимом Тюльпановым в сопровождении симфонического оркестра п/у А.Чернушенко и хора п/у В.Пчелкина во время праздников на Дворцовой Площади.
С 2008 Федор начинает активную промоутерскую деятельность, занимается организацией концертов зарубежных артистов. В 2010 продюсирует альбом финской группы «Dusha Pitera», много работает в Финляндии, на студиях и концертных площадках.
В 2009—2011 активно выступает с «Рок-Кабаре Jagger» в «Jaggerclub». Участвует в «Depeche Mode tribute band» и «Pink Floyd Show, СПб», как клавишник.
В январе 2012 с выходом ремикс-альбома «Figuristic Future», Фёдор в очередной раз прекращает концертную деятельность, переезжает из Санкт-Петербурга в Москву.

## Punk / Art
С 2012 в составе артгруппы «Танатос Банионис» Фёдор присоединяется к проекту художника Андрея Шарова и галереи современного искусства «Триумф» в работе над проектом «Синдром Длительного Сдавливания». Mockumentary-проект посвящается панк-движению в СССР. Фёдор пишет и продюсирует песни, музыку, снимает видеоклипы и анимацию, занимается графическими работами и иллюстрацией. В 2013 году, как независимый концертный промоутер, осуществляет поддержку гастролей любимой post-punk группы «Public Image Ltd.» в Москве. В 2012 совместно с партнёром Вячеславом Казаковым основывает компанию «Shtuka» (synthetic art production & management), проводит выставки современного искусства, сам участвует в качестве соавтора. В 2014—2016 Федор возобновляет свою первую группу «Отдел Самоискоренения», активно концертирует и записывается. В 2015 стартует проект по реставрации ранних записей под названием «Сумасшедшие Дни Народного Ополчения» (СДНО), пишет тексты об истории группы, ранних ленинградских панках, музыке и суб-культуре. В 2016 возвращается в Санкт-Петербург. В 2017 собирает новый разовый состав «Begemot». Работает на звукозаписывающих студиях города. В середине 2017 вместе с вокалистом-аранжировщиком Стасом Панихиным собирает состав synth-post-punk группы «Noredux», играет произведения Народного Ополчения в поддержку проекта СДНО. В 2015-2017 помогает историку Александру Герберту (США) в работе над книгой What About Tomorrow? Oral History of Russian Punk. В 2017-2018 вместе с американским художником Андреа Станислав Фёдор работает над проектом 'Радио Ленинград', посвященным блокаде. В 2019 Музыкальная Библиотека Университета Индианы в Блумингтоне (США) принимает архив студии «Begemotion Records».

## «Отдел Самоискоренения» (reunion) / Черногория (Вторая эмиграция)
В 2014 Фёдор занимается переизданием архива записей Begemotion Records. Активно поддерживает революцию и Майдан в Украине. Потрясенный вторжением и захватом Крыма российской армией, пишет анти-военные песни и собирает новый состав «Отдел Самоискоренения». Альбом «ОС ЗЛА», посвященный оккупационной политике Путинской России, спешно выпускается в ночь после убийства Бориса Немцова 27 февраля 2015. В 2014-2019 Фёдор активно участвует в протестной деятельности. «Отдел Самоискоренения» выступает по городам и едет в первый тур за границу, в страны Прибалтики и Германию. Фёдор открыто считает президента Путина «своим врагом, разрушителем русской культуры». После очередных выборов президента в 2018, Фёдор решает уехать из России, переезжает в Черногорию.

## «FLOOR IS LAVA»
В 2020 Фёдор запускает новый электронный проект FLOOR IS LAVA. В 2021 основывает лейбл FIL Records, издающий музыку FLOOR IS LAVA, Kiruza и других артистов. Фёдор сотрудничает с лейблом Exodus Creative Lab, основанным Андреем Любалиным (Украина, Черногория) для поддержания музыкантов и артистов. В сотрудничестве с черногорскими артистами пишет два трека для конкурса Евровидение.
В феврале 2022, с началом интервенции России в Украину, Фёдор занимает активную анти-военную, анти-путинскую позицию. Помогает волонтерам и беженцам из Украины.

## Дискография

### «Резиновый Рикошет»
- 1982 — «Аборт» (издан в 2010; «Begemotion Records»)

### «Отдел Самоискоренения»
- 1983 «Лозунги Манифестаций» (СССР, Begemotion Records, MC)
- 1984 «До и От» (СССР, Begemotion Records, MC)
- 1984 «Сборники»
- 2013 «Отдел самоискоренения» («Антология») (Россия, Begemotion Records, 3CD)
- 2014 «Войны для Воинов» (Россия, Войны Для Воинов Рекордс, 7")
- 2015 «Антивсё (Полное досье 1981—1984)» (Россия, Издательство Сияние, 2CD)
- 2015 «ОС Зла»
- 2015 «Военная Монархия» (макси-сингл)
- 2015 «Baltic Tour» (сплит-кассета ОС/Kalashnikov Collective)
- 2015 «Lenin On a Coin, Eagle Underneath» (EP)
- 2015 «Друзья» (сборник синглов)
- 2016 «Wild bad boys» (сингл)
- 2016 «RussophobiaTour» (live)
- 2019 «БЕСПУТИНА»
- 2022 — «Military Monarchy (Russian warship)»

### «Народное Ополчение»
- 1983 — «Трупный Запах»
- 1983 — «Эх, Злоба, Эх!»
- 1983 — «Бит Заел»
- 1984 — «Сума?шедший День»
- 1985 — «Новогодие»
- 1985 — «Официальная версия» (сборник)
- 1985 — «Официальная диверсия» (сборник)
- 1986 — «Дай Мне Монет» EP (последняя проба)
- 1991 — участие в записи «Народного Ополчения» — «Икры!»

(песня «Гласность/Согласность» — соавторство)
- 2018 — «Новогодие» (remastered extended edition)

### Ф.Лавров-соло
- 1985 — «Алексей Строгий/Избранное» (Feddy на стихи А.Оголтелого) запись утрачена
- 1986 — «Краутпанк» (инструментальный альбом) запись утрачена

### «Бригадный Подряд»
- 1986 — «Бригадный Подряд»

### «Инст-Инкт»
- 1989 — «Зерна От Плевел» (EP)

### «Somnambula»
- 1991 — «Rouble Double Trouble» EP[6]
- 1992 — «Virus Of Funk» (rehearsals)[6]

### «Begemot»
- 1996 — «The Bunker Days» (demo) (re-released 2023)
- 1996 — «Exemplary» (re-released 2023)
- 1997 — «Отдел Самоискоренения» (re-released 2023)
- 1998 — «Герои Снов» (re-released 2023)
- 1999 — «B9g9mot» (singles) (re-released 2023)
- 1999 — «Новое и лучшее» (сборник, кассета)
- 1999 — «Затмение» (демо) (re-released 2023)
- 2000 — «Конец»
- 2000 — «Чайковский / Blue Maria»
- 2017 — «Jaggajam» (live reunion)
- 2018 — «Exemplary» remastering edition
- 2018 — «Отдел Самоискоренения» remastering edition
- 2018 — «Герои Снов» remastering edition

### «FEDDY»
- 2000 — «Daddy’s Old Drum»[2] (re-released 2023)
- 2003 — «Live In Love / Die In Sex»[7] (re-released 2023)
- 2006 — «Ts’U’n’Me & Tsunami» EP (re-released 2023)
- 2009 — «Futuristic Figure» (re-released 2010, 2023)
- 2012 — «Figuristic Future» (re-released 2023)

singles:
- 2010 — «Times Of Revolution»
- 2011 — «Living The High Live»
- 2011 — «The Red Star On The Christmas Tree»
- 2011 — «Если Нет Тебя»
- 2012 — «I Met Her In September»
- 2013 — «Much Too Much»
- 2014 — «Затмение»
- 2015 — «There Outside»
- 2017 — «Couple of Things»

### «Noredux»
- 2016 - «Он / Я не могу понять» (EP)
- 2017 - «Nova Godia» (EP)
- 2018 - «Дай Мне Монет» (EP)

### «FLOOR IS LAVA»
- 2020 - «Mishka»
- 2021 - «Čuvar Vatre»
- 2022 - «Jumping On The Bed»
- 2023 - «Call Of Brigitte» (EP)
- 2023 - «Realised»